# Herbert Brehmer
Herbert Julius Brehmer, född 2 januari 1906 i Stockholm, död 14 maj 1982 i Stockholm, var en svensk musikarrangör och musiker (trumpet). Han var från 1934 gift med dansaren Marit Haugom. 
Son från tidigare förhållande Kaj Brehmer, född 1927.

## Kompositör
Komponerade "Marschparad" under pseudonym H. Rembert tillsammans med Fritz Ergal (pseudonym). 
Filmmusik i "Iris och löjtnantshjärta", 1946
Musikarrangör för filmen 91:an Karlsson. "Hela Sveriges lilla beväringsman", 1946

## Filmografi
- 1933 – Kära släkten – trumpetare på Kragknappen
- 1933 – Giftasvuxna döttrar – musiker på dansrestaurangen